# Barcelona Open
El Barcelona Open, conegut també com a Trofeu Comte de Godó i per raons de patrocini com a Barcelona Open Banc Sabadell, és un torneig de tennis professional que es disputa anualment sobre terra batuda al complex Reial Club de Tennis Barcelona de Barcelona. Pertany a les sèries ATP World Tour 500 del circuit ATP masculí. Des de 2019 el seu director esportiu és David Ferrer, que substitueix Albert Costa.
El tennista manacorí Rafael Nadal té rècord individual amb dotze títols, cinc dels quals consecutius, i l'australià Roy Emerson va aconseguir set títols de dobles amb cinc parelles diferents.

## Història
Amb motiu de la inauguració de la nova seu del Reial Club de Tennis Barcelona 1899 al barri de Pedralbes l'any 1953, Carles de Godó i Valls, segon Comte de Godó, va posar en marxa un nou torneig tennístic organitzat per l'esmentat club. Aquesta nova competició fou hereva de les antigues competicions que s'havien disputat a Barcelona com el Campionat Internacional, els concursos de primavera i d'estiu o les diverses competicions entre clubs.
El torneig ha aconseguit un gran ressò i prestigi dins les diverses competicions esportives que es disputen a la capital catalana, i s'ha convertit en un dels esdeveniments esportius de més ressò social a la ciutat. Des de l'any 1968 rep la menció de Campionats Internacionals d'Espanya. És, històricament, el torneig tennístic més important disputat a Catalunya i Països Catalans i dels més prestigiosos a Europa sobre terra batuda. L'any 2002 va celebrar les seves noces d'or. A partir de 2013 es va reduir el nombre de participants en el quadre principal de 56 a 48.
L'edició de 2020 es va suspendre a causa de l'epidèmia per coronavirus de 2019-2020 que va afectar arreu del món i per la qual, l'ATP va decidir suspendre tots els torneigs que s'havien de disputar entre març i abril de 2020.

### El trofeu
El trofeu entregat va ser dissenyat l'any 1953 pels joiers Soler i Cabot. Era d'argent i pesava 13 quilograms amb una base de roure americà. L'any 2000, el trofeu va ser renovat per J. Roca joiers. La base fou augmentada per a inscriure-hi el nom de tots els vencedors de la competició. Consisteix en una copa coronada per un tennista a la tapa superior. Està valorat en uns 36.000 euros. El guanyador del trofeu de cada edició, no s'emporta el trofeu autèntic, s'emporta una réplica. Només Rafa Nadal s'ha emportat el guardó com a premi especial pel Reial Club de Tennis Barcelona.

## Palmarès

### Individual masculí
| En negreta = Tennista guanyador (1) = Nombre de títols |

| Edició | Any                                                        | Campió                                                     | Finalista                                                  | Resultat                                                   |
| ------ | ---------------------------------------------------------- | ---------------------------------------------------------- | ---------------------------------------------------------- | ---------------------------------------------------------- |
| 1a     | 1953                                                       | Vic Seixas                                                 | Enrique Morea                                              | 6−3, 6−4, 22−20                                            |
| 2a     | 1954                                                       | Tony Trabert                                               | Vic Seixas                                                 | 6−0, 6−1, 6−3                                              |
| 3a     | 1955                                                       | Art Larsen                                                 | Budge Patty                                                | 7−5, 3−6, 7−5, 2−6, 6−4                                    |
| 4a     | 1956                                                       | Herbert Flam                                               | Mervyn Rose                                                | 6−2, 6−3, 6−0                                              |
| 5a     | 1957                                                       | Herbert Flam (2)                                           | Mervyn Rose                                                | 6−4, 4−6, 6−3, 6−4                                         |
| 6a     | 1958                                                       | Sven Davidson                                              | Mervyn Rose                                                | 4−6, 6−2, 7−5, 6−1                                         |
| 7a     | 1959                                                       | Neale Fraser                                               | Roy Emerson                                                | 6−2, 6−4, 3−6, 6−2                                         |
| 8a     | 1960                                                       | Andreu Gimeno                                              | Giuseppe Merlo                                             | 6−1, 6−2, 6−1                                              |
| 9a     | 1961                                                       | Roy Emerson                                                | Manuel Santana                                             | 6−4, 6−4, 6−1                                              |
| 10a    | 1962                                                       | Manuel Santana                                             | Ramanathan Krishnan                                        | 3−6, 6−3, 6−4, 8−6                                         |
| 11a    | 1963                                                       | Roy Emerson                                                | Juan Manuel Couder                                         | 0−6, 6−4, 6−3, 4−6, 6−3                                    |
| 12a    | 1964                                                       | Roy Emerson (3)                                            | Manuel Santana                                             | 2−6, 7−5, 6−3, 6−3                                         |
| 13a    | 1965                                                       | Joan Gisbert                                               | Martin Mulligan                                            | 6−4, 4−6, 6−1, 2−6, 6−2                                    |
| 14a    | 1966                                                       | Thomaz Koch                                                | Nikola Pilić                                               | 6−3, 6−2, 3−6, 7−5                                         |
| 15a    | 1967                                                       | Martin Mulligan                                            | Rafael Osuna                                               | 5−7, 7−5, 6−4, 6−3                                         |
| 16a    | 1968                                                       | Martin Mulligan (2)                                        | Ingo Buding                                                | 6−0, 6−1, 6−0                                              |
| 17a    | 1969                                                       | Manuel Orantes                                             | Manuel Santana                                             | 6−4, 7−5, 6−4                                              |
| 18a    | 1970                                                       | Manuel Santana (2)                                         | Rod Laver                                                  | 6−4, 6−3, 6−4                                              |
| 19a    | 1971                                                       | Manuel Orantes                                             | Bob Lutz                                                   | 6−4, 6−3, 6−4                                              |
| 20a    | 1972                                                       | Jan Kodeš                                                  | Manuel Orantes                                             | 6−3, 6−2, 6−4                                              |
| 21a    | 1973                                                       | Ilie Năstase                                               | Manuel Orantes                                             | 2−6, 6−1, 8−6, 6−4                                         |
| 22a    | 1974                                                       | Ilie Năstase (2)                                           | Manuel Orantes                                             | 8−6, 9−7, 6−3                                              |
| 23a    | 1975                                                       | Bjorn Borg                                                 | Adriano Panatta                                            | 1−6, 7−6(5), 6−3, 6−2                                      |
| 24a    | 1976                                                       | Manuel Orantes (3)                                         | Eddie Dibbs                                                | 6−1, 2−6, 2−6, 7−5, 6−4                                    |
| 25a    | 1977                                                       | Bjorn Borg (2)                                             | Manuel Orantes                                             | 6−2, 7−5, 6−2                                              |
| 26a    | 1978                                                       | Balázs Taróczy                                             | Ilie Năstase                                               | 1−6, 7−5, 4−6, 6−3, 6−4                                    |
| 27a    | 1979                                                       | Hans Gildemeister                                          | Eddie Dibbs                                                | 6−4, 6−3, 6−1                                              |
| 28a    | 1980                                                       | Ivan Lendl                                                 | Guillermo Vilas                                            | 6−4, 5−7, 6−4, 4−6, 6−1                                    |
| 29a    | 1981                                                       | Ivan Lendl (2)                                             | Guillermo Vilas                                            | 6−0, 6−3, 6−0                                              |
| 30a    | 1982                                                       | Mats Wilander                                              | Guillermo Vilas                                            | 6−3, 6−4, 6−3                                              |
| 31a    | 1983                                                       | Mats Wilander                                              | Guillermo Vilas                                            | 6−0, 6−3, 6−1                                              |
| 32a    | 1984                                                       | Mats Wilander (3)                                          | Joakim Nyström                                             | 7−6(5), 6−4, 0−6, 6−2                                      |
| 33a    | 1985                                                       | Thierry Tulasne                                            | Mats Wilander                                              | 0−6, 6−2, 3−6, 6−4, 6−0                                    |
| 34a    | 1986                                                       | Kent Carlsson                                              | Andreas Maurer                                             | 6−2, 6−2, 6−0                                              |
| 35a    | 1987                                                       | Martín Jaite                                               | Mats Wilander                                              | 7−6(5), 6−4, 4−6, 0−6, 6−4                                 |
| 36a    | 1988                                                       | Kent Carlsson (2)                                          | Thomas Muster                                              | 6−3, 6−3, 3−6, 6−1                                         |
| 37a    | 1989                                                       | Andrés Gómez                                               | Horst Skoff                                                | 6−4, 6−4, 6−2                                              |
| 38a    | 1990                                                       | Andrés Gómez (2)                                           | Guillermo Pérez-Roldán                                     | 6−0, 7−6(3), 3−6, 0−6, 6−2                                 |
| 39a    | 1991                                                       | Emilio Sánchez Vicario                                     | Sergi Bruguera                                             | 6−4, 7−6(7), 6−2                                           |
| 40a    | 1992                                                       | Carles Costa                                               | Magnus Gustafsson                                          | 6−4, 7−6(3), 6−4                                           |
| 41a    | 1993                                                       | Andrí Medvèdev                                             | Sergi Bruguera                                             | 6−7(7), 6−3, 7−5, 6−4                                      |
| 42a    | 1994                                                       | Richard Krajicek                                           | Carles Costa                                               | 6−4, 7−6(6), 6−2                                           |
| 43a    | 1995                                                       | Thomas Muster                                              | Magnus Larsson                                             | 6−2, 6−1, 6−4                                              |
| 44a    | 1996                                                       | Thomas Muster (2)                                          | Marcelo Ríos                                               | 6−3, 4−6, 7−6                                              |
| 45a    | 1997                                                       | Albert Costa                                               | Albert Portas                                              | 7−5, 6−4, 6−4                                              |
| 46a    | 1998                                                       | Todd Martin                                                | Alberto Berasategui                                        | 6−2, 1−6, 6−3, 6−2                                         |
| 47a    | 1999                                                       | Fèlix Mantilla                                             | Karim Alami                                                | 7−6(2), 6−3, 6−3                                           |
| 48a    | 2000                                                       | Marat Safin                                                | Juan Carlos Ferrero                                        | 6−3, 6−3, 6−4                                              |
| 49a    | 2001                                                       | Juan Carlos Ferrero                                        | Carles Moyà                                                | 4−6, 7−5, 6−3, 3−6, 7−5                                    |
| 50a    | 2002                                                       | Gastón Gaudio                                              | Albert Costa                                               | 6−4, 6−0, 6−2                                              |
| 51a    | 2003                                                       | Carles Moyà                                                | Marat Safin                                                | 5−7, 6−2, 6−2, 3−0, retirada                               |
| 52a    | 2004                                                       | Tommy Robredo                                              | Gastón Gaudio                                              | 6−3, 4−6, 6−2, 3−6, 6−3                                    |
| 53a    | 2005                                                       | Rafael Nadal                                               | Juan Carlos Ferrero                                        | 6−1, 7−6, 6−3                                              |
| 54a    | 2006                                                       | Rafael Nadal                                               | Tommy Robredo                                              | 6−4, 6−4, 6−0                                              |
| 55a    | 2007                                                       | Rafael Nadal                                               | Guillermo Cañas                                            | 6−3, 6−4                                                   |
| 56a    | 2008                                                       | Rafael Nadal                                               | David Ferrer                                               | 6−1, 4−6, 6−1                                              |
| 57a    | 2009                                                       | Rafael Nadal (5)                                           | David Ferrer                                               | 6−2, 7−5                                                   |
| 58a    | 2010                                                       | Fernando Verdasco                                          | Robin Söderling                                            | 6−3, 4−6, 6−3                                              |
| 59a    | 2011                                                       | Rafael Nadal                                               | David Ferrer                                               | 6−2, 6−4                                                   |
| 60a    | 2012                                                       | Rafael Nadal                                               | David Ferrer                                               | 7−6(1), 7−5                                                |
| 61a    | 2013                                                       | Rafael Nadal                                               | Nicolás Almagro                                            | 6−4, 6−3                                                   |
| 62a    | 2014                                                       | Kei Nishikori                                              | Santiago Giraldo                                           | 6−2, 6−2                                                   |
| 63a    | 2015                                                       | Kei Nishikori (2)                                          | Pablo Andújar                                              | 6−4, 6−4                                                   |
| 64a    | 2016                                                       | Rafael Nadal                                               | Kei Nishikori                                              | 6−4, 7−5                                                   |
| 65a    | 2017                                                       | Rafael Nadal                                               | Dominic Thiem                                              | 6−4, 6−1                                                   |
| 66a    | 2018                                                       | Rafael Nadal                                               | Stéfanos Tsitsipàs                                         | 6−2, 6−1                                                   |
| 67a    | 2019                                                       | Dominic Thiem                                              | Daniïl Medvédev                                            | 6−4, 6−0                                                   |
| ―      | Edició cancel·lada pel risc públic de contagi del COVID-19 | Edició cancel·lada pel risc públic de contagi del COVID-19 | Edició cancel·lada pel risc públic de contagi del COVID-19 | Edició cancel·lada pel risc públic de contagi del COVID-19 |
| 68a    | 2021                                                       | Rafael Nadal (12)                                          | Stéfanos Tsitsipàs                                         | 6−4, 6−7(6), 7−5                                           |
| 69a    | 2022                                                       | Carlos Alcaraz                                             | Pablo Carreño Busta                                        | 6−3, 6−2                                                   |
| 70a    | 2023                                                       | Carlos Alcaraz (2)                                         | Stéfanos Tsitsipàs                                         | 6−3, 6−4                                                   |
| 71a    | 2024                                                       | Casper Ruud                                                | Stéfanos Tsitsipàs                                         | 7−5, 6−3                                                   |
| 72a    | 2025                                                       | Holger Rune                                                | Carlos Alcaraz                                             | 7−6(6), 6−2                                                |

### Dobles masculins
| Any  | Campions                                          | Finalistes                                        | Resultat                                          |
| ---- | ------------------------------------------------- | ------------------------------------------------- | ------------------------------------------------- |
| 2025 | Sander Arends Luke Johnson                        | Joe Salisbury Neal Skupski                        | 6−3, 6−7(1), [10−6]                               |
| 2024 | Máximo González Andrés Molteni (2)                | Hugo Nys Jan Zieliński                            | 4−6, 6−4, [11−9]                                  |
| 2023 | Máximo González Andrés Molteni                    | Wesley Koolhof Neal Skupski                       | 6−3, 6−7(7), [10−4]                               |
| 2022 | Kevin Krawietz Andreas Mies                       | Wesley Koolhof Neal Skupski                       | 6−7(3), 7−6(5), [10−6]                            |
| 2021 | Juan Sebastián Cabal Robert Farah (2)             | Kevin Krawietz Horia Tecău                        | 6−4, 6−2                                          |
| 2020 | Torneig suspès a causa de la pandèmia de COVID-19 | Torneig suspès a causa de la pandèmia de COVID-19 | Torneig suspès a causa de la pandèmia de COVID-19 |
| 2019 | Juan Sebastián Cabal Robert Farah                 | Jamie Murray Bruno Soares                         | 6−4, 7−6(4)                                       |
| 2018 | Feliciano López Marc López                        | Aisam-ul-Haq Qureshi Jean-Julien Rojer            | 7−6(5), 6−4                                       |
| 2017 | Florin Mergea Aisam-ul-Haq Qureshi                | Philipp Petzschner Alexander Peya                 | 6−4, 6−3                                          |
| 2016 | Bob Bryan Mike Bryan (3)                          | Pablo Cuevas Marcel Granollers                    | 7−5, 7−5                                          |
| 2015 | Marin Draganja Henri Kontinen                     | Jamie Murray John Peers                           | 6−3, 6−7(6), [11−9]                               |
| 2014 | Jesse Huta Galung Stéphane Robert                 | Daniel Nestor Nenad Zimonjić                      | 6−3, 6−3                                          |
| 2013 | Alexander Peya Bruno Soares                       | Robert Lindstedt Daniel Nestor                    | 5−7, 7−6(7), [10−4]                               |
| 2012 | Mariusz Fyrstenberg Marcin Matkowski              | Marcel Granollers Marc López                      | 2−6, 7−6(7), [10−8]                               |
| 2011 | Santiago González Scott Lipsky                    | Bob Bryan Mike Bryan                              | 5−7, 6−2, [12−10]                                 |
| 2010 | Daniel Nestor Nenad Zimonjic (2)                  | Lleyton Hewitt Mark Knowles                       | 4−6, 6−3, [10−5]                                  |
| 2009 | Daniel Nestor Nenad Zimonjic                      | Mahesh Bhupathi Mark Knowles                      | 6−3, 7−6                                          |
| 2008 | Bob Bryan Mike Bryan                              | Mariusz Fyrstenberg Marcin Matkowski              | 6−3, 6−2                                          |
| 2007 | Andrei Pavel Alexander Waske                      | Rafael Nadal Tomeu Salvà                          | 6−3, 7−6                                          |
| 2006 | Mark Knowles Daniel Nestor (2)                    | Mariusz Fyrstenberg Marcin Matkowski              | 6−2, 6−7, [10−5]                                  |
| 2005 | Leander Paes Nenad Zimonjic                       | Feliciano López Rafael Nadal                      | 6−3, 6−3                                          |
| 2004 | Mark Knowles Daniel Nestor                        | Mariano Hood Sebastián Prieto                     | 4−6, 6−3, 6−4                                     |
| 2003 | Bob Bryan Mike Bryan                              | Chris Haggard Robbie Koenig                       | 6−4, 6−3                                          |
| 2002 | Michael Hill Daniel Vacek                         | Lucas Arnold Ker Gastón Etlis                     | 6−4, 6−4                                          |
| 2001 | Donald Johnson Jared Palmer                       | Tommy Robredo Fernando Vicente                    | 7−6, 6−4                                          |
| 2000 | Nicklas Kulti Mikael Tillström                    | Paul Haarhuis Sandon Stolle                       | 6−2, 6−7, 7−6                                     |
| 1999 | Paul Haarhuis Ievgueni Kàfelnikov                 | Massimo Bertolini Cristian Brandi                 | 7−5, 6−3                                          |
| 1998 | Jacco Eltingh Paul Haarhuis                       | Ellis Ferreira Rick Leach                         | 7−5, 6−0                                          |
| 1997 | Alberto Berasategui Jordi Burillo                 | Pablo Albano Àlex Corretja                        | 6−3, 7−5                                          |
| 1996 | Luis Lobo Javier Sánchez                          | Neil Broad Piet Norval                            | 6−2, 6−4                                          |
| 1995 | Trevor Kronemann David Macpherson                 | Andrea Gaudenzi Goran Ivaniševic                  | 5−7, 6−1, 6−4                                     |
| 1994 | Ievgueni Kàfelnikov David Rikl                    | Jim Courier Javier Sánchez                        | 5−7, 6−1, 6−4                                     |
| 1993 | Shelby Cannon Scott Melville                      | Sergio Casal Emilio Sánchez Vicario               | 7−6, 6−1                                          |
| 1992 | Andrés Gómez Javier Sánchez (2)                   | Ivan Lendl Karel Novácek                          | 6−4, 6−4                                          |
| 1991 | Horacio de la Peña Diego Nargiso                  | Boris Becker Eric Jelen                           | 3−6, 7−6, 6−4                                     |
| 1990 | Andrés Gómez Javier Sánchez                       | Sergio Casal Emilio Sánchez Vicario               | 7−6, 7−5                                          |
| 1989 | Gustavo Luza Christian Miniussi                   | Sergio Casal Tomáš Šmíd                           | 6−3, 6−3                                          |
| 1988 | Sergio Casal Emilio Sánchez Vicario (2)           | Claudio Mezzadri Diego Pérez                      | 6−4, 6−3                                          |
| 1987 | Miloslav Mecír Tomáš Šmíd                         | Javier Frana Christian Miniussi                   | 6−1, 6−2                                          |
| 1986 | Jan Gunnarsson Joakim Nyström                     | Carlos di Laura Claudio Panatta                   | 6−3, 6−4                                          |
| 1985 | Sergio Casal Emilio Sánchez Vicario               | Jan Gunnarsson Michael Mortensen                  | 6−3, 6−3                                          |
| 1984 | Pavel Složil Tomáš Šmíd                           | Martín Jaite Víctor Pecci                         | 6−2, 6−0                                          |
| 1983 | Anders Jarryd Hans Simonsson (3)                  | Jim Gurfein Erick Iskersky                        | 7−5, 6−3                                          |
| 1982 | Anders Jarryd Hans Simonsson                      | Carlos Kirmayr Cassio Motta                       | 6−3, 6−2                                          |
| 1981 | Anders Jarryd Hans Simonsson                      | Andrés Gómez Hans Gildemeister                    | 6−1, 6−4                                          |
| 1980 | Steve Denton Ivan Lendl                           | Pavel Složil Balázs Taróczy                       | 6−2, 6−7, 6−3                                     |
| 1979 | Paolo Bertolucci Adriano Panatta                  | Carlos Kirmayr Cassio Motta                       | 6−4, 6−3                                          |
| 1978 | Željko Franulovic Hans Gildemeister               | Jean-Luis Haillet Gilles Moretton                 | 6−1, 6−4                                          |
| 1977 | Wojciech Fibak Jan Kodeš                          | Bob Hewitt Frew McMillan                          | 6−0, 6−4                                          |
| 1976 | Brian Gottfried Raúl Ramírez                      | Bob Hewitt Frew McMillan                          | 7−6, 6−4                                          |
| 1975 | Björn Borg Guillermo Vilas                        | Wojciech Fibak Karl Meiler                        | 3−6, 6−4, 6−3                                     |
| 1974 | Joan Gisbert Ilie Năstase                         | Manuel Orantes Guillermo Vilas                    | 3−6, 6−0, 6−2                                     |
| 1973 | Ilie Năstase Tom Okker                            | Antonio Muñoz Manuel Orantes                      | 4−6, 6−3, 6−2                                     |
| 1972 | Joan Gisbert Manuel Orantes                       | Frew McMillan Ilie Năstase                        | 6−3, 3−6, 6−4                                     |
| 1971 | Željko Franulovic Joan Gisbert                    | Cliff Drysdale Andreu Gimeno                      | 7−6, 6−2, 7−6                                     |
| 1970 | Lew Hoad Manuel Santana                           | Andreu Gimeno Rod Laver                           | 6−4, 9−7, 7−5                                     |
| 1969 | Manuel Orantes Patricio Rodríguez                 | Terry Addison Ray Keldie                          | 8−10, 6−3, 6−1, 5−7, 6−2                          |
| 1968 | Carlos Fernandez Patricio Rodríguez               | Thomaz Koch Jose Mandarino                        | 6−2, 3−6, 6−3, 6−1, 6−4                           |
| 1967 | Thomaz Koch Jose Mandarino                        | Ramanathan Krishnan Rafael Osuna                  | 6−2, 6−4, 8−6                                     |
| 1966 | Roy Emerson Fred Stolle                           | Thomaz Koch Jose Mandarino                        | 9−7, 6−4                                          |
| 1965 | Roy Emerson Ramanathan Krishnan                   | Josep Lluís Arilla Manuel Santana                 | 6−2, 6−1, 6−1                                     |
| 1964 | Roy Emerson Ken Fletcher                          | Jose Mandarino Eduardo Soriano                    | 6−3, 8−6, 1−6, 5−7, 6−3                           |
| 1963 | Roy Emerson Manuel Santana                        | Josep Lluís Arilla Eduardo Soriano                | 5−7, 6−2, 3−6, 7−5, 6−3                           |
| 1962 | Roy Emerson Neale Fraser (3)                      | Bob Hewitt Fred Stolle                            | 8−6, 8−6, 6−4                                     |
| 1961 | Bob Hewitt Fred Stolle                            | Bob Mark Manuel Santana                           | 2−6, 6−3, 6−4, 6−4                                |
| 1960 | Roy Emerson Neale Fraser                          | Josep Lluís Arilla Andreu Gimeno                  | 6−4, 6−0, 6−4                                     |
| 1959 | Roy Emerson Neale Fraser                          | Luis Ayala Rod Laver                              | 6−2, 4−6, 6−4, 13−11                              |
| 1958 | Jaroslav Drobný Budge Patty                       | Mervyn Rose Warren Woodcock                       | 7−5, 6−3, 6−2                                     |
| 1957 | Bob Howe Mervyn Rose                              | Herbert Flam Sydney Schwartz                      | 6−3, 6−3, 5−7, 6−1                                |
| 1956 | Don Candy Lewis Hoad                              | Bob Howe Art Larsen                               | 6−1, 6−1, 6−2                                     |
| 1955 | Mervyn Rose George Worthington                    | Art Larsen Budge Patty                            | 6−2, 2−6, 6−2, 6−1                                |
| 1954 | Vic Seixas Tony Trabert                           | Jack Arkinstall Malcolm Fox                       | 6−3, 6−4, 6−2                                     |
| 1953 | Enrique Morea Vic Seixas                          | Jaume Bartrolí Lennart Bergelin                   | 6−3, 3−6, 6−3, 6−1                                |

### Sèniors
| Any  | Campió                              | Finalista      | Tercer                             | Quart          |
| ---- | ----------------------------------- | -------------- | ---------------------------------- | -------------- |
| 2010 | Goran Ivaniševic 6−4, 6−4           | Thomas Enqvist | Joan Balcells 6−0, 6−3             | Wayne Ferreira |
| 2009 | Fèlix Mantilla 6−4, 6−1             | Albert Costa   | Magnus Gustafsson 6−7, 6−2, [11−9] | Anders Jarryd  |
| 2008 | Marcelo Ríos 6−3, 6−3               | Michael Stich  | Cédric Pioline 7−6, 3−1, retirada  | Albert Costa   |
| 2007 | Sergi Bruguera (2) 4−6, 6–1, [10−2] | Jordi Arrese   | Cédric Pioline 6−2, 7−5            | John McEnroe   |
| 2006 | Sergi Bruguera 6−1, 6−4             | Carles Costa   | Richard Krajicek 6−7, 6−4, [10−7]  | John McEnroe   |